# Veldpoort (Wijk bij Duurstede)

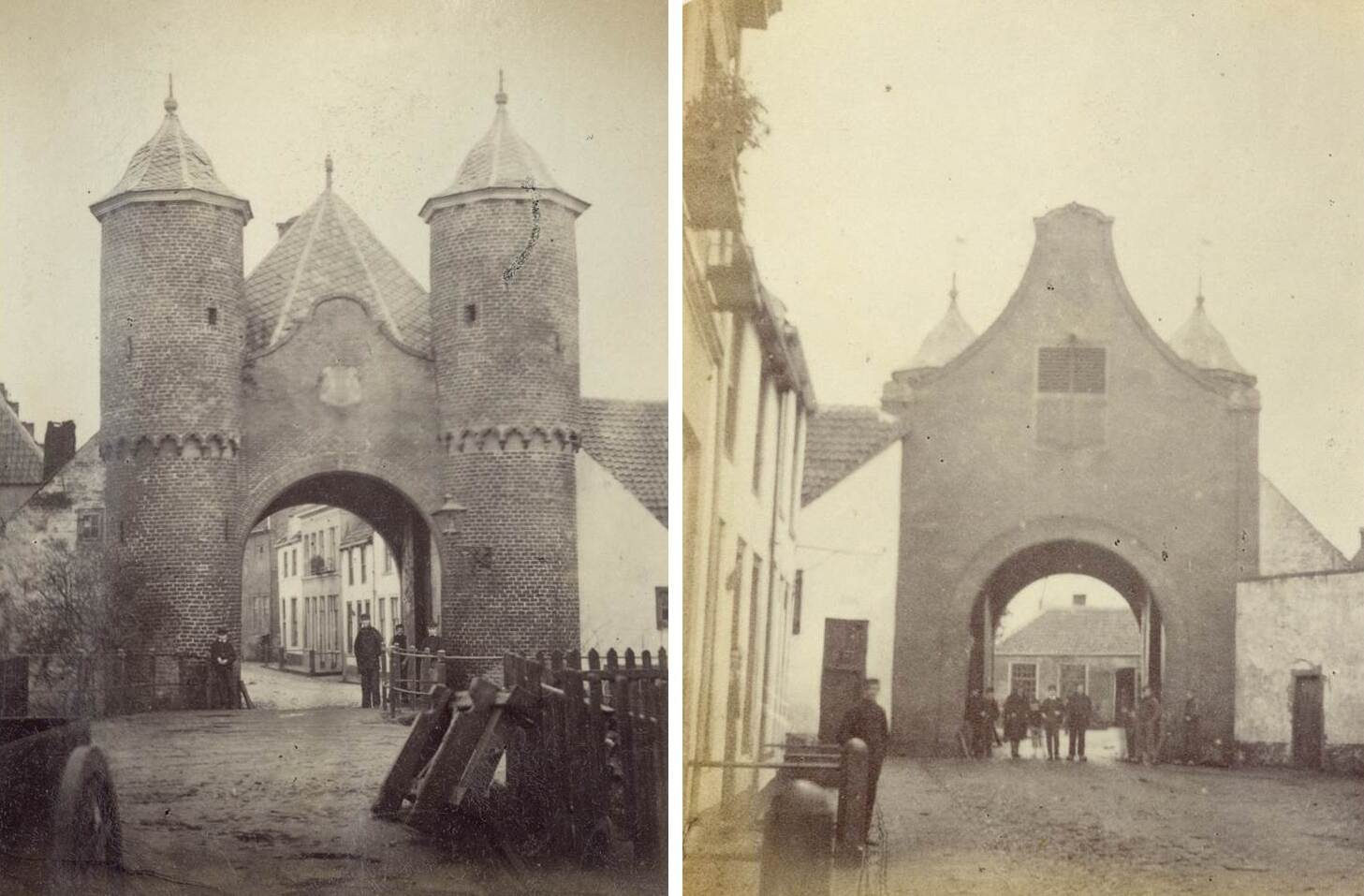
De Veldpoort in het najaar van 1870, gezien vanaf de Zandweg (links) en de Veldpoortstraat. Foto's van Van Rheden.

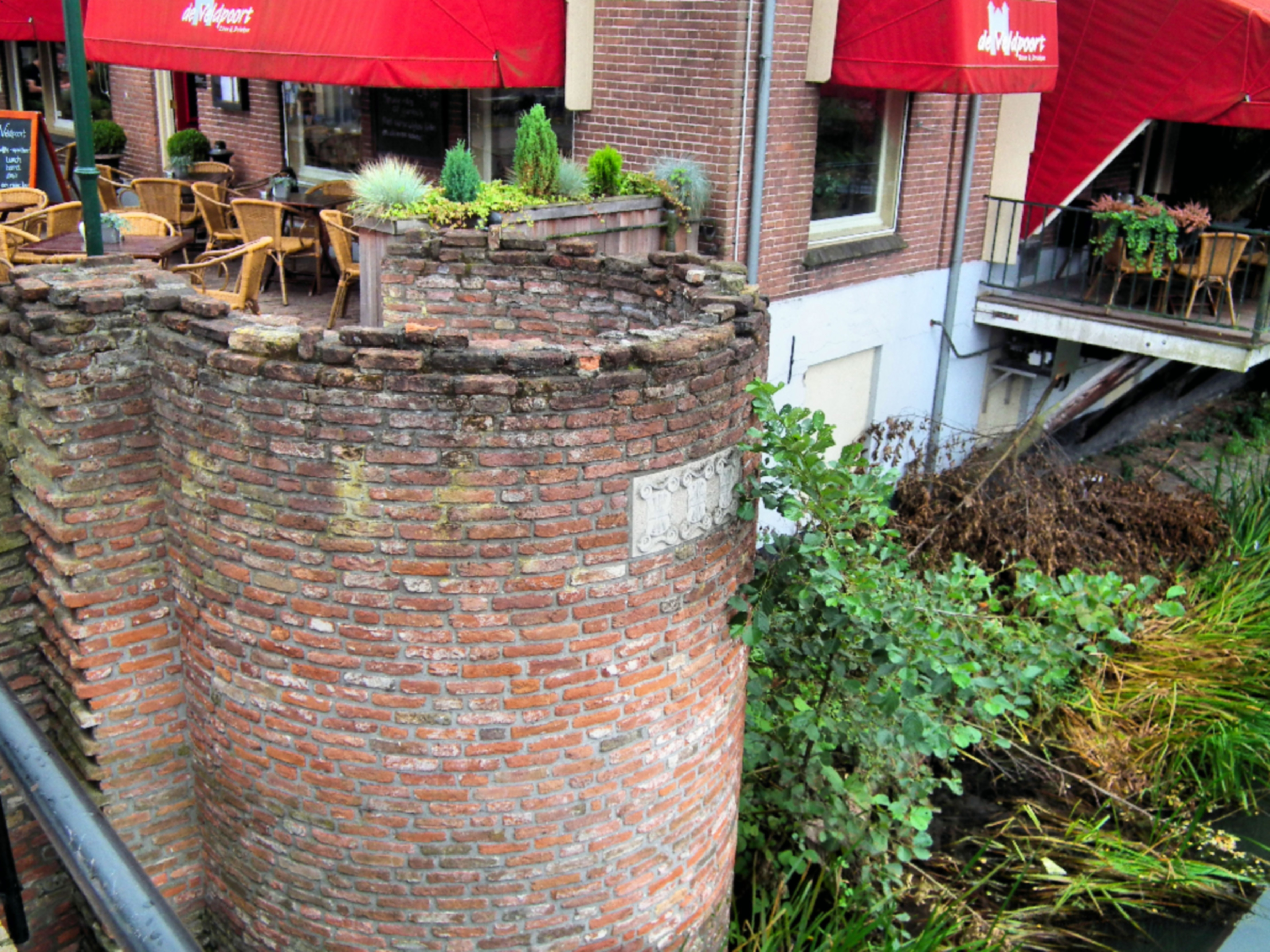
Resten van de rechter toegangstoren van de Veldpoort.

De Veldpoort is een voormalige stadspoort in Wijk bij Duurstede die gesitueerd was aan de huidige Veldpoortstraat en Singel. De poort gaf toegang via een hoofdweg naar het noorden richting de stad Utrecht. Deze stadspoort is omstreeks 1350 gebouwd als verdedigingsbolwerk binnen de vesting Wijk bij Duurstede. In 1871 werd de poort gesloopt omdat het haar functie had verloren.
De poort was de belangrijkste toegangspoort van de stad en bestond uit twee ronde torens met een doorgang en valhek. De toegang werd verbonden met een brug over de gracht.

## Geschiedenis
De vesting bestond behalve uit de Veldpoort, ook uit de Rijnpoort, Leuterpoort (oostkant), Vrouwenpoort, Arkpoort en de Waterpoort.
In december 1481 toen bisschop David van Bourgondië de Veldpoort enkele meters had verlaten op zijn weg naar Utrecht, zag hij een grote schare aan gevluchte mensen zijn kant op komen, die hun toevlucht zochten binnen Duurstede. In Utrecht had Jan III van Montfoort de bisschop de toegang tot de stad verboden en alle Bourgondische aanhangers moesten de stad verlaten. Wat volgde was het begin van de Stichtse Oorlog (1481-83).
In 1728 tekende Louis Philippus Serrurier de Veldpoort (zie afbeelding), tegenwoordig hangt dit werk in het Rijksmuseum van Amsterdam.
Op 6 juli 1787 werd bij deze poort onderhandeld tot overgave. In de stad zaten namelijk vele Patriotten en stadhouder Willem V van Oranje was dit zat en stuurde een leger onder leiding van Willem Lodewijk van Baden-Durlach. Wijk bij Duurstede gaf zich pas na een halve dag onderhandelen over.
In het najaar van 1870 werd de poort in stereo gefotografeerd door Jordaan Everhard van Rheden. Dit zijn de enige foto's die ooit van de Veldpoort gemaakt werden, want in 1871 werd het gebouw vanwege bouwvalligheid gesloopt.